# Undisputed
Undisputed (pierwotnie Redemption of the Beast) – siódmy studyjny album amerykańskiego rapera DMX-a. Premiera płyty odbyła się 11 września 2012 roku. Wydawcą była wytwórnia United Music Media Group. Natomiast za dystrybucję odpowiadała Fontana Distribution.

## Promocja
W celu promocji tytułu, 15 maja 2012 r. raper wydał mixtape pt. The Weigh In, na którym znaleźli się tacy artyści jak Snoop Dogg, Big Stan i Tyrese. Album zawierał także produkcje od Dr. Dre. Również by wspomóc promocję, raper zdecydował się na mini trasę koncertową po Stanach Zjednoczonych, obejmującą 15 miast. Trwała ona od czerwca do lipca tego roku.
6 stycznia 2012 r. raper po raz pierwszy na koncercie w Long Beach zagrał swój singel „I Don’t Dance”. Obok niego wystąpił także MGK. Oficjalna premiera utworu odbyła się 7 kwietnia 2012 roku, a w czerwcu nastąpiła premiera teledysku.
4 września tego roku opublikowano kolejny singel „Head Up”.

## Lista utworów
Źródło.
1. „Look Without Seein'” (Intro)
2. „What They Don’t Know”
3. „Cold World” (featuring Adreena Mills)
4. „I Don’t Dance” (featuring MGK)
5. „Sucka for Love” (featuring Dani Stevenson)
6. „I Get Scared” (featuring Rachel Taylor)
7. „Slippin’ Again”
8. „Prayer” (Skit)
9. „I’m Back”
10. „Have You Eva”
11. „Get Your Money Up”
12. „Head Up”
13. „Frankenstein”
14. „Ya'll Don't Really Know”
15. „I Got Your Back” (featuring Kashmere)
16. „No Love” (featuring Adreena Mills)
17. „Already”
18. „Fire” (featuring Kashmere) (dodatkowy utwór)
19. „Fuck U Bitch” (dodatkowy utwór)
20. „Love That Bitch” (featuring Jannyce) (dodatkowy utwór)

## Sample
- „I Got Your Back” zawiera sample z utworu „Ashley's Roachclip” wykonawcy The Soul Searchers.
- „I’m Back” zawiera sample z utworu „Loving You the Second Time Around” wykonawcy Eddie Kendricks.
- „Cold World” zawiera sample z utworu „I’m Gonna Love You Just a Little More Baby” wykonawcy Barry White.
- „Cold World” zawiera sample z utworu „Mother Nature” wykonawcy The Temptations.
- „Have You Eva” zawiera sample z utworu „Have You Ever Loved Somebody” wykonawcy Freddie Jackson.